# Región Geográfica Inmediata de Curitiba
La región geográfica inmediata de Curitiba es una de las 29 regiones inmediatas del estado brasileño de Paraná, y una de las tres regiones inmediatas que componen la Región Geográfica Intermedia de Curitiba y una de las 509 regiones inmediatas en Brasil, creadas por el IBGE en 2017. Está compuesta de 29 municipios.
Curitiba es el municipio más poblado de la región inmediata, además de ser la capital del estado, con 1 773 718 habitantes, en consonancia con el censo de 2022 del IBGE.

## Municipios
| Región Geográfica Inmediata | Código | Municipios            |
| --------------------------- | ------ | --------------------- |
| Curitiba                    | 410001 | Adrianópolis          |
| Curitiba                    | 410001 | Agudos do Sul         |
| Curitiba                    | 410001 | Almirante Tamandaré   |
| Curitiba                    | 410001 | Araucária             |
| Curitiba                    | 410001 | Balsa Nova            |
| Curitiba                    | 410001 | Bocaiúva do Sul       |
| Curitiba                    | 410001 | Campina Grande do Sul |
| Curitiba                    | 410001 | Campo do Tenente      |
| Curitiba                    | 410001 | Campo Largo           |
| Curitiba                    | 410001 | Campo Magro           |
| Curitiba                    | 410001 | Cerro Azul            |
| Curitiba                    | 410001 | Colombo               |
| Curitiba                    | 410001 | Contenda              |
| Curitiba                    | 410001 | Curitiba              |
| Curitiba                    | 410001 | Doutor Ulysses        |
| Curitiba                    | 410001 | Fazenda Rio Grande    |
| Curitiba                    | 410001 | Itaperuçu             |
| Curitiba                    | 410001 | Lapa                  |
| Curitiba                    | 410001 | Mandirituba           |
| Curitiba                    | 410001 | Piên                  |
| Curitiba                    | 410001 | Pinhais               |
| Curitiba                    | 410001 | Piraquara             |
| Curitiba                    | 410001 | Quatro Barras         |
| Curitiba                    | 410001 | Quitandinha           |
| Curitiba                    | 410001 | Rio Branco do Sul     |
| Curitiba                    | 410001 | Rio Negro             |
| Curitiba                    | 410001 | São José dos Pinhais  |
| Curitiba                    | 410001 | Tijucas do Sul        |
| Curitiba                    | 410001 | Tunas do Paraná       |